# Neogene curitiba
Neogene curitiba là một loài bướm đêm thuộc họ Sphingidae. Loài này có ở Brasil.
Sải cánh khoảng 52–63 mm. Cá thể trưởng thành được ghi nhận vào tháng 10.